# Друштвена реформа
Друштвена реформа су осмишљене активности које имају за циљ промену институција система како би оне постигле већи степен друштвене функционалности и друге жељене промене. Појам се односи и на смањење и елиминисање корупције, као и укидање неједнакости на расној, полној или другој основи. Може се односити и на реформу социјалног законодавства, односно социјалне политике као жељеног циљног процеса промене на плану читавог друштва.